# Den stora kärleken
För andra betydelser, se Den stora kärleken (olika betydelser).
Den stora kärleken är en svensk komedifilm från 1938 i regi av Anders Henrikson. 

## Handling
Hembiträdet Agnes lever ett ganska ensamt och småtråkigt liv. Detta har noterats av biträdena i det matstånd Agnes regelbundet handlar i. För att muntra upp Agnes berättar ett av biträdena, Hulda för henne om en hemlig (påhittad) beundrare vid namn Gustav Petterson som har frågat om henne.

## Om filmen
Den stora kärleken hade Sverigepremiär på biograf Röda Kvarn i Stockholm 7 mars 1938. Filmen byggde på en österrikisk pjäs. Filmen ansågs länge vara förlorad men återfanns i Danska Filminstitutets filmarkiv och digitaliserades 2024. 

## Rollista i urval
- Tutta Rolf - Agnes
- Håkan Westergren - Gustav Petterson
- Karin Swanström - Hulda Fagerlund
- Eric Abrahamsson - August Fagerlund
- Elof Ahrle - Kalle
- Marianne Löfgren - Molly
- Magnus Kesster - Hugge
- Douglas Håge - verkmästaren